# Ronde van Frankrijk 1993
De 80e editie van de Ronde van Frankrijk ging van start op 3 juli 1993 in Le Puy-du-Fou en eindigde op 25 juli in Parijs. Er stonden 180 renners verdeeld over 20 ploegen aan de start.
Winnaar werd uiteindelijk Miguel Indurain die daarmee zijn derde achtereenvolgende tourzege behaalde.
- Aantal ritten: 20
- Totale afstand: 3714 km
- Gemiddelde snelheid: 38,709 km/h
- Aantal deelnemers: 180
- Aantal uitgevallen: 44

## Belgische en Nederlandse prestaties
In totaal namen er 20 Belgen en 15 Nederlanders deel aan de Tour van 1993.

### Belgische etappezeges
- Wilfried Nelissen won de 2e rit van Les Sables naar Vannes.
- Johan Bruyneel won de 6e rit van Evreux naar Amiens.

### Nederlandse etappezeges
- In 1993 was er geen Nederlandse etappeoverwinning.

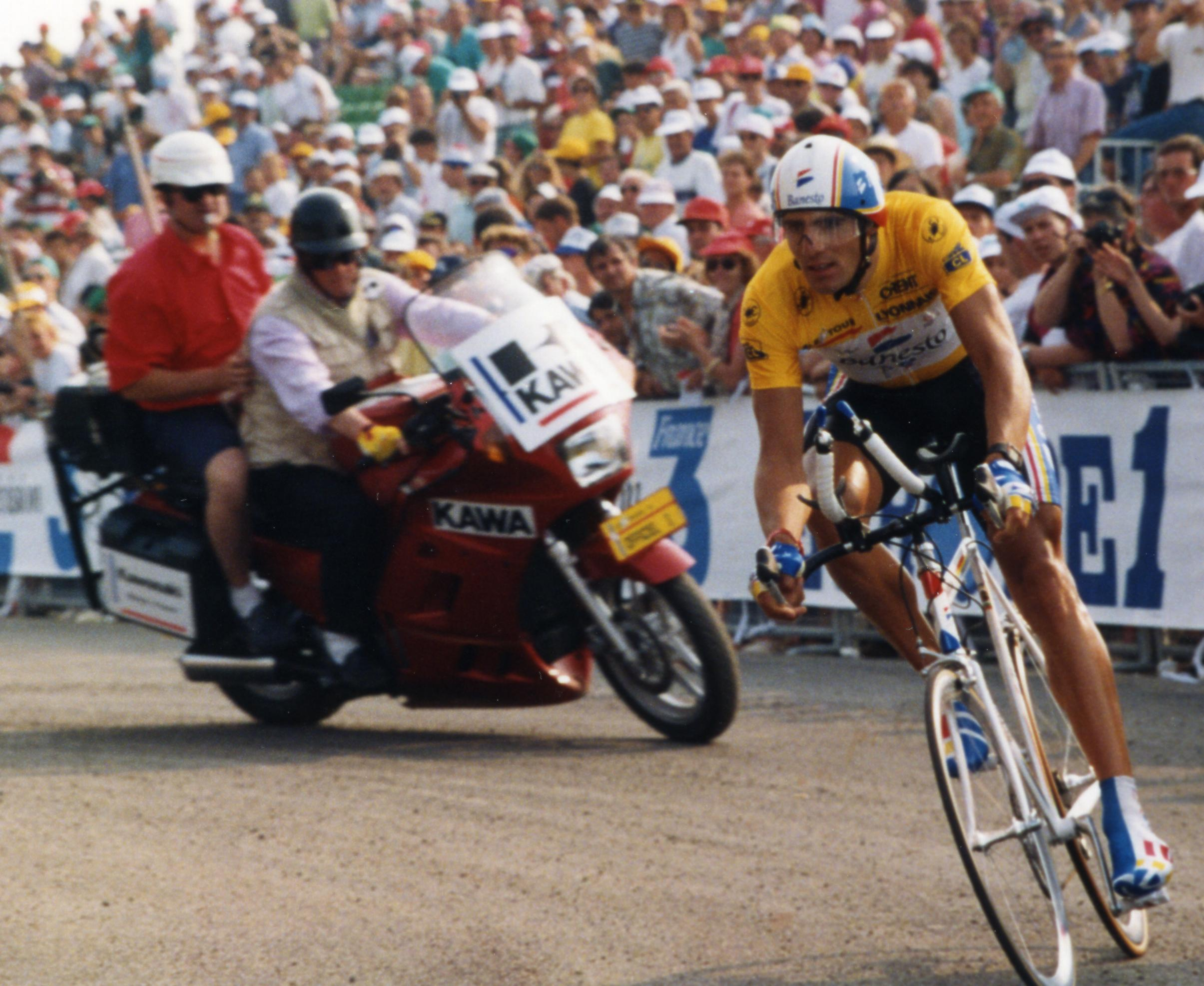
Miguel Indurain, eindoverwinnaar
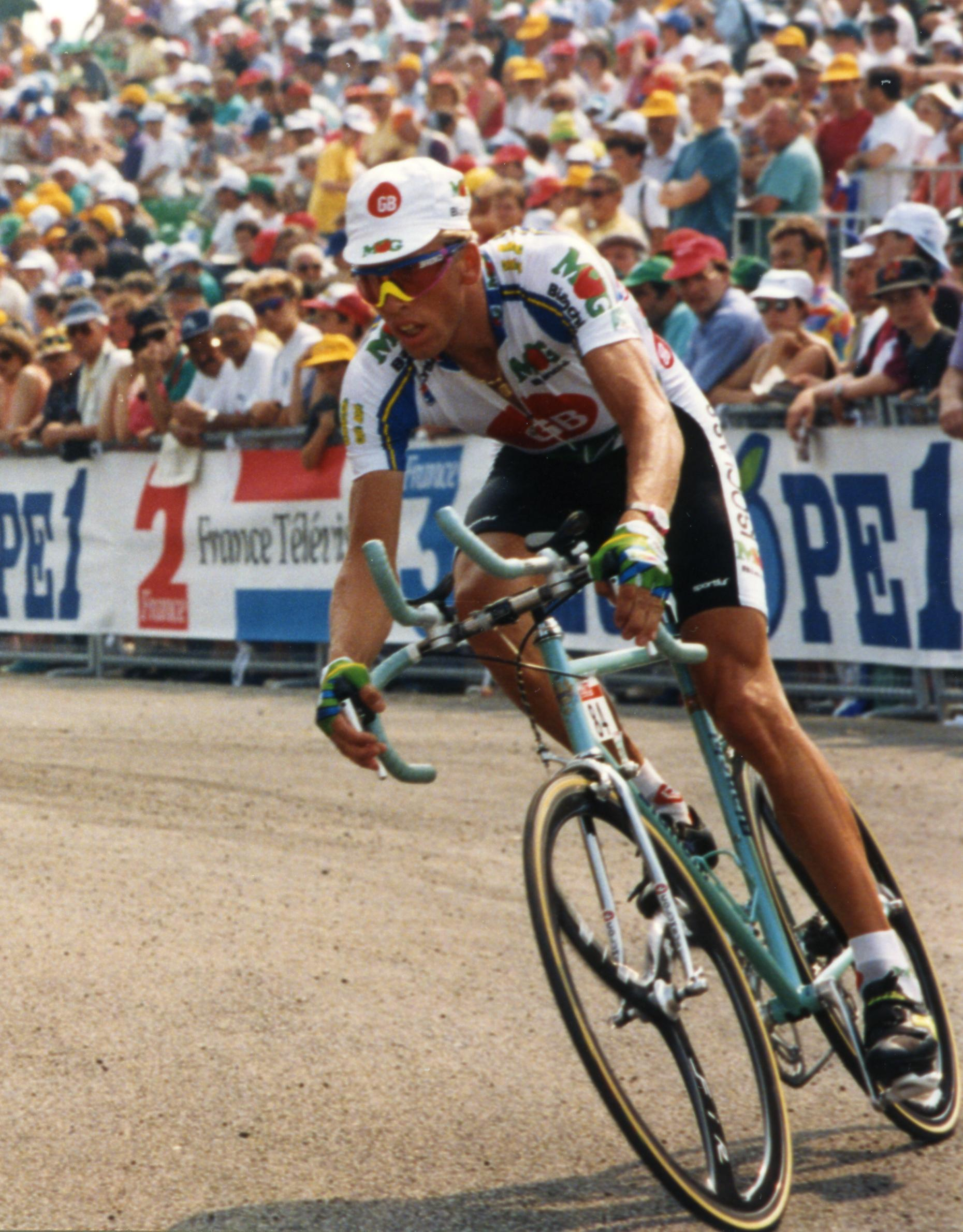
Zenon Jaskuła, derde in de eindrangschikking

## Etappe-overzicht
| datum   | etappe  | route                                    | afstand  | winnaar                  | gele trui         |
| ------- | ------- | ---------------------------------------- | -------- | ------------------------ | ----------------- |
| 3 juli  | Proloog | Puy du Fou (ITT)                         | 6,8 km   | Miguel Indurain          | Miguel Indurain   |
| 4 juli  | 1       | Luçon - Les Sables-d'Olonne              | 215 km   | Mario Cipollini          | Miguel Indurain   |
| 5 juli  | 2       | Les Sables-d'Olonne - Vannes             | 227,5 km | Wilfried Nelissen        | Wilfried Nelissen |
| 6 juli  | 3       | Vannes - Dinard                          | 189,5 km | Djamolidin Abdoesjaparov | Wilfried Nelissen |
| 7 juli  | 4       | Dinard - Avranches (TTT)                 | 81 km    | GB-MG Maglificio         | Mario Cipollini   |
| 8 juli  | 5       | Avranches - Évreux                       | 225,5 km | Jesper Skibby            | Wilfried Nelissen |
| 9 juli  | 6       | Évreux - Amiens                          | 158 km   | Johan Bruyneel           | Mario Cipollini   |
| 10 juli | 7       | Péronne - Châlons-sur-Marne              | 199 km   | Bjarne Riis              | Johan Museeuw     |
| 11 juli | 8       | Châlons-sur-Marne - Verdun               | 184,5 km | Lance Armstrong          | Johan Museeuw     |
| 12 juli | 9       | Omloop Lac de Madine (ITT)               | 59 km    | Miguel Indurain          | Miguel Indurain   |
| 13 juli | Rustdag | Rustdag                                  | Rustdag  | Rustdag                  | Rustdag           |
| 14 juli | 10      | Villard-de-Lans - Serre Chevalier        | 203 km   | Tony Rominger            | Miguel Indurain   |
| 15 juli | 11      | Serre Chevalier - Isola 2000             | 179 km   | Tony Rominger            | Miguel Indurain   |
| 16 juli | 12      | Isola - Marseille                        | 286 km   | Fabio Roscioli           | Miguel Indurain   |
| 17 juli | 13      | Marseille - Montpellier                  | 181,5 km | Olaf Ludwig              | Miguel Indurain   |
| 18 juli | 14      | Montpellier - Perpignan                  | 223 km   | Pascal Lino              | Miguel Indurain   |
| 19 juli | 15      | Perpignan - Andorra/Pal                  | 231,5 km | Oliverio Rincón          | Miguel Indurain   |
| 20 juli | Rustdag | Rustdag                                  | Rustdag  | Rustdag                  | Rustdag           |
| 21 juli | 16      | Andorra la Vella - Saint-Lary-Soulan     | 230 km   | Zenon Jaskuła            | Miguel Indurain   |
| 22 juli | 17      | Tarbes - Pau                             | 190 km   | Claudio Chiappucci       | Miguel Indurain   |
| 23 juli | 18      | Orthez - Bordeaux                        | 199,5 km | Djamolidin Abdoesjaparov | Miguel Indurain   |
| 24 juli | 19      | Brétigny-sur-Orge - Montlhéry (ITT)      | 48 km    | Tony Rominger            | Miguel Indurain   |
| 25 juli | 20      | Viry-Châtillon - Parijs (Champs-Élysées) | 196,5 km | Djamolidin Abdoesjaparov | Miguel Indurain   |

## Eindklassementen
| Eindklassement      | Eindklassement             | Eindklassement | Eindklassement |
| ------------------- | -------------------------- | -------------- | -------------- |
| Algemeen klassement | Miguel Indurain            | 95h 57' 09"    |                |
| Tweede              | Tony Rominger              | + 4' 59"       |                |
| Derde               | Zenon Jaskuła              | + 5' 48"       |                |
| Vierde              | Alvaro Mejia               | + 7' 29"       |                |
| Vijfde              | Bjarne Riis                | + 16' 26"      |                |
| Zesde               | Claudio Chiappucci         | + 17' 18"      |                |
| Zevende             | Johan Bruyneel             | + 18' 04"      |                |
| Achtste             | Andy Hampsten              | + 20' 14"      |                |
| Negende             | Pedro Delgado              | + 23' 57"      |                |
| Tiende              | Vladimir Poelnikov         | + 25' 29"      |                |
| Rode Lantaarn       | Edwig Van Hooydonck (136e) | + 3h 30' 01"   |                |
| Puntenklassement    | Djamolidin Abdoesjaparov   | 298 punten     |                |
| Tweede              | Johan Museeuw              | 157 punten     |                |
| Derde               | Maximilian Sciandri        | 149 punten     |                |
| Bergklassement      | Tony Rominger              | 449 punten     |                |
| Tweede              | Claudio Chiappucci         | 301 punten     |                |
| Derde               | Oliverio Rincón            | 286 punten     |                |
| Jongerenklassement  | Antonio Martín             | 96h 27' 00"    |                |
| Tweede              | Oliverio Rincón            | 3' 26"         |                |
| Derde               | Richard Virenque           | 8' 21"         |                |
| Ploegenklassement   | Carrera                    | -              |                |
| Tweede              | Ariostea                   | -              |                |
| Derde               | CLAS-Cajastur              | -              |                |

 winnaars gele trui · 
 puntenklassement · 
 bergklassement · 
 jongerenklassement · 
 tussensprintklassement · 
 combinatieklassement · 
 ploegenklassement · 
 strijdlust · 
rode lantaarn
records · meeste deelnames · ranglijst etappewinnaars · bekende beklimmingen · valpartijen · dopinggevallen · Grand Départ · Souvenir Henri Desgrange
1903 · 
1904 · 
1905 · 
1906 · 
1907 · 
1908 · 
1909 · 
1910 · 
1911 · 
1912 · 
1913 · 
1914 ·
1915 ·
1916 ·
1917 ·
1918 · 
1919 · 
1920 · 
1921 · 
1922 · 
1923 · 
1924 · 
1925 · 
1926 · 
1927 · 
1928 · 
1929 · 
1930 · 
1931 · 
1932 · 
1933 · 
1934 · 
1935 · 
1936 · 
1937 · 
1938 · 
1939 · 
1940 ·
1941 ·
1942 ·
1943 ·
1944 ·
1945 ·
1946 ·
1947 · 
1948 · 
1949 · 
1950 · 
1951 · 
1952 · 
1953 · 
1954 · 
1955 · 
1956 · 
1957 · 
1958 · 
1959 · 
1960 · 
1961 · 
1962 · 
1963 · 
1964 · 
1965 · 
1966 · 
1967 · 
1968 · 
1969 · 
1970 · 
1971 · 
1972 · 
1973 · 
1974 · 
1975 · 
1976 · 
1977 · 
1978 · 
1979 · 
1980 · 
1981 · 
1982 · 
1983 · 
1984 · 
1985 · 
1986 · 
1987 · 
1988 · 
1989 · 
1990 · 
1991 · 
1992 · 
1993 · 
1994 · 
1995 · 
1996 · 
1997 · 
1998 · 
1999 · 
2000 · 
2001 · 
2002 · 
2003 · 
2004 · 
2005 · 
2006 · 
2007 · 
2008 · 
2009 · 
2010 · 
2011 · 
2012 · 
2013 · 
2014 · 
2015 · 
2016 · 
2017 · 
2018 · 
2019 ·
2020 · 
2021 · 
2022 · 
2023 · 
2024 · 
2025